# Arm's lenght principle (princípio da plena concorrência)
O princípio arm's length (ALP) é a condição ou o fato de as partes numa transação serem independentes e estarem em pé de igualdade, sendo esta conhecida como uma "transação de plena concorrência". Ele é usado especificamente em direito contratual, para promover um acordo equitativo e sustentável do ponto de vista legal, mesmo que as partes possam ter interesses comuns (por exemplo, empregador-empregado) ou estejam muito estreitamente relacionadas para serem vistas como totalmente independentes (por exemplo, se as partes têm laços familiares). 

## Exemplos
Um exemplo simples de não aplicação do Arm's Length é a venda de bens imóveis de pais para filhos. Os pais podem querer vender a propriedade para seus filhos a um preço abaixo do valor de mercado, mas tal operação poderia mais tarde ser classificada por um tribunal como um presente, em vez de uma venda de boa-fé, o que poderia ter consequências tributárias e legais diversas. Para evitar tal cenário, as partes devem demonstrar que a transação foi realizada da mesma forma como se daria com pessoa não relacionada. Isso poderia ser feito, por exemplo, com a contratação de um terceiro desinteressado, como um avaliador ou corretor, que poderia opinar se o preço de venda é adequado e reflete o verdadeiro valor da propriedade. 
O princípio é muitas vezes invocado para evitar a influência indevida do governo sobre outros organismos, tais como o sistema legal, a imprensa, ou as artes. Por exemplo, no Reino Unido, os Arts Councils aplicam o Arm's Length na alocação dos fundos que recebem do governo.
A Organização para a Cooperação e o Desenvolvimento Econômico (OCDE) adotou o princípio no artigo 9 da Convenção Fiscal Modelo da OCDE, para assegurar que os preços de transferência entre empresas de corporações multinacionais sejam estabelecidos com base no valor de mercado. Neste contexto, o princípio significa que os preços devem ser os mesmos que teriam sido praticados se as partes da transação não fossem relacionadas entre si. Isso é muitas vezes visto como instrumento para impedir que os lucros sejam sistematicamente desviados para países com baixa tributação, embora a maioria dos países também se preocupe com os preços que não observam o Arm's Length, devido à falta de atenção e não intencionalmente, e que distribuem lucros a qualquer outro país (com carga tributária alta ou baixa). Ele fornece o quadro jurídico para que os governos recebam a sua devida parcela de impostos, e para que grandes empresas evitem a dupla tributação sobre os seus lucros.
No local de trabalho, supervisores e gerentes lidam com a disciplina dos funcionários e término da relação de emprego em observância ao Arm's Length, através do departamento de recursos humanos, se houver um na empresa. Em tais casos, afastamentos e disciplina devem ser observados por funcionários com a preparação e competência para fazê-lo legalmente. Tal visa proteger o empregador de recurso legal que os empregados venham a propor caso se possa demonstrar que tal formalidade ou rescisões não foram tratados de acordo com as últimas leis trabalhistas. Para os empregados em ambientes sindicalizados, delegados sindicais podem representar o empregado, enquanto que o departamento de RH representa a empresa, de modo que ambos os lados estão em situação de maior igualdade e pode resolver questões fora do tribunal, usando negociações informais ou uma queixa, economizando, ambos os lados, tempo e dinheiro. Relações de plena concorrência, neste caso, significam que tanto o empregado quanto o empregador tem um advogado qualificado.